# Neudorf im Weinviertel
Neudorf im Weinviertel (före 2019 Neudorf bei Staatz)  är en ort och kommun i Österrike. Den ligger i distriktet Mistelbach i förbundslandet Niederösterreich, 60 km norr om huvudstaden Wien. 
Kommunen består av fyra orter (Ortschaften) (inom parentes invånarantal 1 januari 2024):
- Kirchstetten (115)
- Neudorf im Weinviertel (1 043)
- Rothenseehof (4)
- Zlabern (193)